# 元敏
元敏（6世纪—618年），隋朝河南洛阳人，仪陇县侯元寿之子。
元敏颇有才辩，而轻险多诈。元寿卒后，隋炀帝擢升元敏为守内史舍人，而交通博徒，多次泄漏禁中语。大业十四年（618年）三月，宇文化及弑杀隋炀帝，元敏与虎贲郎将司马德戡、元礼、裴虔通、牛方裕、虎牙郎将赵行枢、鹰扬郎将孟秉、直长许弘仁、薛世良、城门郎唐奉义、医正张恺、勋侍杨士览等人都参与谋划，授内史侍郎。折冲郎将沈光想要为隋炀帝报仇，袭击宇文化及的营帐，空无所获，碰着内史侍郎元敏，就列举了元敏的罪状，将他杀死。